# عبد القادر طاش (إعلامي)
عبد القادر طاش (1371 هـ / 1951 - 14 صفر 1425 هـ / 4 أبريل 2004) إعلامي ومؤلف سعودي، له إسهامات في تطوير الإعلام الإسلامي وهو مؤسس قناة اقرأ. كما أنه من المهتمين بقضايا الأقليات المسلمة والحوار بين الإسلام والغرب.

## حياته

### أصله ونشأته
ولد عبد القادر طاش في الطائف سنة 1371 هـ الموافقة لسنة 1951، لأسرة تعود أصولها إلى الإيغور التركية الآسيوية، والتي كانت قد لجأت إلى السعودية ضمن عدد من الأُسَر في بداية خمسينيات القرن العشرين، وذلك بعد أن قامت الصين بالإستيلاء على موطن الإيغور المسلمين فيما كان يُعرف بتركستان الشرقية في آسيا الوسطى، وتحويلها إلى إقليم صيني سمته شنغيانغ.

### التعليم
حصل عبد القادر طاش على شهادة البكالوريوس في اللغة العربية وآدابها من جامعة الإمام محمد بن سعود الإسلامية سنة 1395 هـ الموافقة لسنة 1975، كما نال الماجستير في الصحافة والإعلام من جامعة أوكلاهوما بالولايات المتحدة سنة 1400 هـ الموافقة لسنة 1980، والدكتوراه في الصحافة والإعلام الدولي من جامعة جنوب ألينوي بالولايات المتحدة سنة 1403 هـ الموافقة لسنة 1983.

## الحياة العملية
شغل عبد القادر طاش عدداً من الوظائف على المستوى الأكاديمي والإعلامي السعودي، حيث عمل منذ سنة 1983 لمدة سبع سنوات في وظيفة أستاذ مساعد فأستاذ مشارك، ثم أصبح رئيساً لقسم الإعلام بجامعة الإمام محمد بن سعود الإسلامية في الرياض.
كما شغل منصب رئيس تحرير لعدد من الصحف والمجلات، وكان ذلك لمجلة «الدعوة» سنة 1990، وصحيفة «المسلمون» الدولية سنة 1991 والتي استمر فيها لمدة خمس سنوات، وصحيفة «عرب نيوز» الصادرة باللغة الإنجليزية سنة 1994.
قام بتأسيس قناة اقرأ الفضائية سنة 2000، وعمل كمدير لها لمدة عامين، وكان ذلك قبل أن يقوم برئاسة تحرير صحيفة «العالم الإسلامي» الصادرة عن رابطة العالم الإسلامي، لاحقاً تولى رئاسة تحرير صحيفة البلاد خلال الفترة ما بين عامي 2002 - 2003.

### المجال الإعلامي
كانت بداية عبد القادر في مجال الإعلام حينما كان يكمل دراسته العليا بالولايات المتحدة، حيث أصدر هناك مجلة إسلامية تسمى «الأمل» وهي موجهة للطلاب العرب الدراسين هناك، كما أسَّس أيضاً مركزاً إسلامياً في ولاية إلينوي، وقد ساهم في إسلام عدد من الأمريكيين. عمل على إخراج الإعلام الإسلامي من المنظور التقليدي إلى مرحلة تمتزج فيها الدعوة بالفكر الأكاديمي، وقد حوّل صحيفة «المسلمون» حينما كان يرأس تحريرها إلى نموذج وسطي معتدل في الساحة الإعلامية.
كما أشرف على عدد من رسائل الماجستير والدكتوراه في الصحافة والإعلام بالجامعات السعودية، وكانت له كتابات في عدد من الصحف والمجلات السعودية والمصرية، وكان له عمود يومي بعنوان «نقطة ضوء» في عدد من الصحف السعودية وذلك في كل من صحيفة المدينة والبلاد وعكاظ، إضافة إلى مقالات في صفحة الرأي بصحيفة الوطن، وعمود أسبوعي في صحيفة عرب نيوز. كان يعمل قبل وفاته على إنشاء جريدة دولية باسم «المستقبل» وقد كان من المقرر أن يكون مقرها مصر.
كما عمل على إعداد وتقديم عدداً من البرامج الإذاعية والتلفزية السعودية، وشارك في العديد من المؤتمرات والندوات العلمية والإسلامية في أكثر من عشرين دولة.

## وفاته
توفي عبد القادر طاش عصر يوم الأحد 14 صفر 1425 هـ الموافق 4 أبريل 2004 في المستشفى التخصصي بجدة بعد معاناته مع مرض سرطان الرئة التي استمرت لأكثر من عامين عن عمر يناهز 53 عاماً، وقد صلي عليه بعد صلاة فجر اليوم التالي بالمسجد الحرام في مكة.

## المؤلفات

### في الإعلام
- الصورة النمطية للعرب في مرآة الإعلام الغربي.
- دراسات إعلامية.
- الإعلام والتغريب الثقافي.
- الإعلام وقضايا الواقع الإسلامي.
- نظريات إعلامية في القنوات الفضائية.

### في الدعوة والفكر
- أميركا والإسلام.. تعايش أم تصادم؟
- قدَرُنا أن نكون إسلاميين.
- الثقافة والإعلام وما بينهما.
- رؤى على طريق الدعوة.
- الصحوة الإسلامية.. وقفات للمراجعة ورؤى للمستقبل.

### في قضايا الأقليات المسلمة
- تركستان الشرقية وأهلها المنسيون.
- المسلمون في الاتحاد السوفياتي.. مشاهدات وشهادات صحفية.
- المسلمون في آسيا الوسطى والدور الإسلامي المطلوب.

## وصلات خارجية
- عبد القادر طاش رائد فكر وأستاذ جيل، الدرر السنية.